# Чжан Юйтин
Чжан Юйтин (кит. трад. 張玉婷, англ. Zhang Yuting род. 4 августа 1999 года в г.Харбине, провинция Хэйлунцзян, Китай) — китайская шорт-трекистка. Чемпион зимних Олимпийских игр 2022 года в смешанной эстафете.

## Спортивная карьера
Чжан Юйтин занялась шорт-треком в возрасте 8-ми лет в Харбине. Дебютировала на международном уровне в 2017 году на Кубке мира в Шанхае в беге на 500 м, где заняла 49-е место. В сезоне 2019/20 годов участвовала на всех этапах и выиграла две смешанные эстафеты в Монреале и Дордрехте, и победила в женских эстафетах на этапах в Солт-Лейк-Сити и Монреале. Также заняла 4-е места в беге на 1000 м в Монреале и Дордрехте.
В сезоне 2021/22 на Кубке мира в Пекине вновь выиграла 1-е место в составе команды в смешанной и женской эстафетах, позже в Дебрецене победила в смешанной эстафете и заняла 3-е место в женской эстафете. В январе 2022 года Чжан выиграла квалификацию на Олимпиаду в Пекине.
На XXIV зимних Олимпийских играх в феврале 2022 года в Пекине, в первый день соревнований 5 февраля 2022 года в составе смешанной эстафетной команды завоевала золотую олимпийскую медаль. Через 2 дня вышла в финал на дистанции 500 м, но заняла только 4-е место.

## Награды
- 2017 год — названа Элитной спортсменкой национального класса